# LGBT

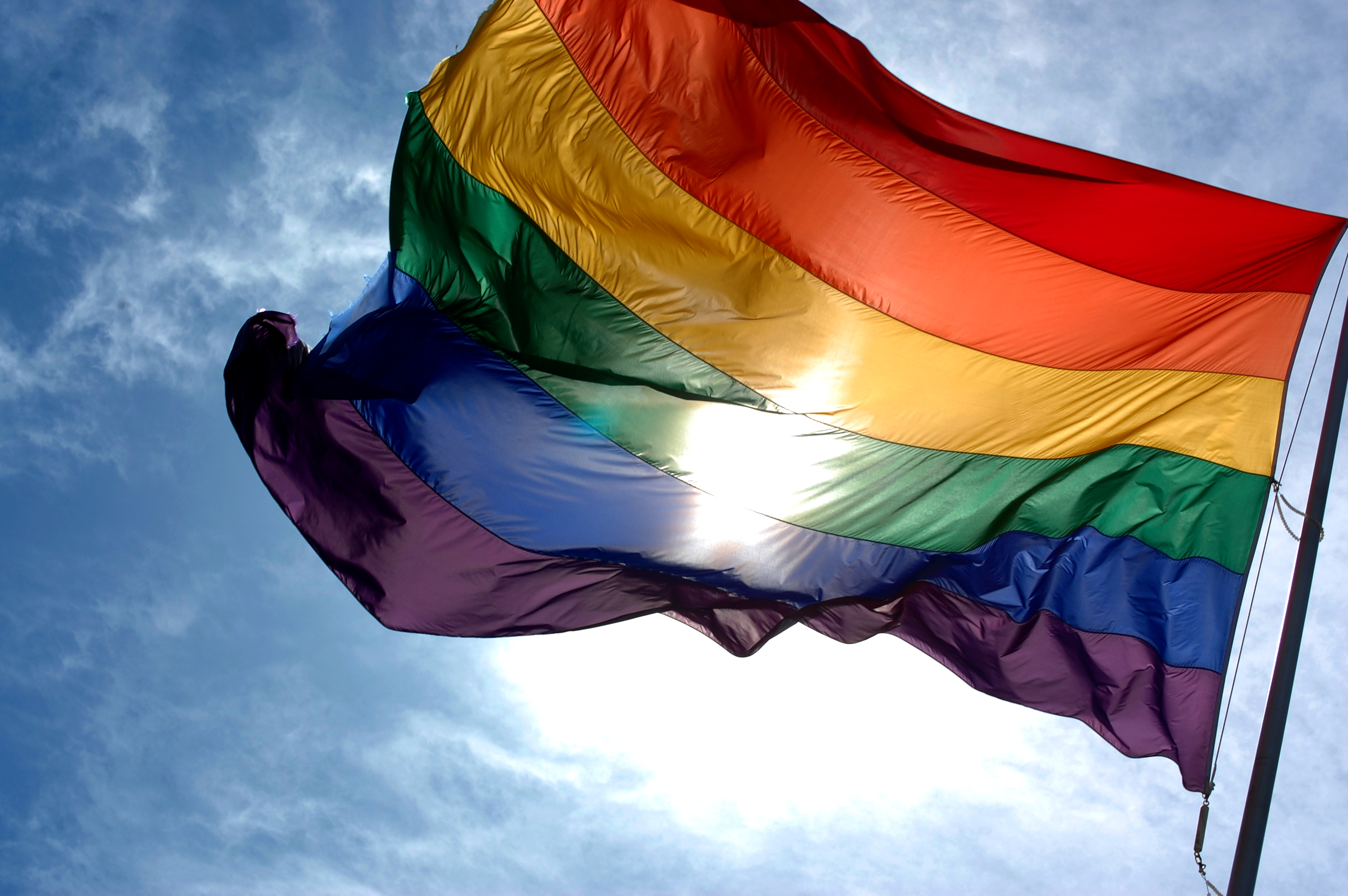
Bandera LGBT: el arcoíris ha sido el símbolo elegido para representar la diversidad sexual expresada por el colectivo LGBT.

LGBT o LGTB es la sigla compuesta por las iniciales de las palabras Lesbianas, Gais, Bisexuales y Trans (transgénero, transexuales y travestis). En sentido estricto, agrupa a las personas con las orientaciones sexuales e identidades de género relativas a esas cuatro palabras, así como las comunidades formadas por ellas. La expresión tuvo su origen en el idioma inglés en los años noventa, pero estas iniciales coinciden en varios idiomas, entre ellos el español. El término ha sido resultado de una evolución en la que se fueron agregando letras con el fin de incluir a diversas comunidades discriminadas por su orientación o identidad. Inicialmente se utilizaba la expresión «homosexual» o «gay», pero algunas organizaciones de personas lesbianas y bisexuales la cuestionaron como insuficiente, dando paso a la creación de la sigla «LGB». Posteriormente las personas trans hicieron una crítica similar dando origen a la sigla «LGBT». El orden de las letras dentro de la sigla puede variar según el uso de cada comunidad o de cada país.
En los últimos años han surgido nuevas ampliaciones de la sigla con el fin de incluir a otras comunidades, como a las personas intersexuales (LGBTI), queer (LGBTQ), asexuales (LGBTA) y kink dando origen a la sigla LGBTQIAK, entre otras. También las comunidades de personas transgénero y transexuales han sostenido que no corresponde fusionarlas en una sola letra, escribiendo la sigla con doble te (LGBTT). Esta tendencia a adicionar letras para incluir nuevas comunidades y disidencias, ha dado lugar también a la utilización del signo más a continuación de la sigla (LGBT+).
Dentro de esta tendencia progresiva, la sigla «LGBT» ha adquirido un sentido amplio, abarcando también a las comunidades no incluidas en esas cuatro letras, enfatizando la diversidad sexual y de identidades de género, incluyendo a las personas que tienen un sexo, una orientación sexual o un género no aceptados por la heteronorma y el binarismo tradicionales, en lugar de aplicarlo exclusivamente a personas que se definen como lesbianas, gais, bisexuales, transgénero o transexuales.
También se ha comenzado a utilizar la palabra «diversidad» para referirse a todas las orientaciones sexuales, tipos de relación erótica e identidades de género, adoptadas libremente y discriminadas legal o moralmente, sin limitarse a aquellas referidas por las letras de la sigla, como el BDSM y el kink, las prácticas swinger, los diferentes fetichismos, la estética leather, los osos, la pansexualidad, el poliamor, la infidelidad unilateral consentida (cuckolding), etc.
La sigla se ha establecido como una expresión de autoidentificación colectiva y ha sido adoptada por la mayoría de comunidades y medios de comunicación LGBT en muchos países del mundo. Sin embargo, algunas personas y comunidades literalmente englobadas por la sigla LGBT o sus ampliaciones, se han manifestado disconformes con ella. Algunos individuos de un grupo pueden sentir que no tienen ninguna relación con los individuos de los otros grupos englobados y encontrar ofensivas las persistentes comparaciones.
Algunos defienden que las causas de personas transgénero y transexuales no pueden agruparse en la misma denominación que las de las personas homosexuales y bisexuales.
Esto encuentra su expresión en la corriente del «separatismo gay, lésbico y bisexual», que mantiene que los gais, las lesbianas y los bisexuales deberían formar una comunidad distintiva y separarse de los otros grupos que normalmente se incluyen. Otras personas, aún viendo con buenos ojos el término, debido a que incluye diferentes identidades y orientaciones, así como por el hecho de ser ampliamente usado, piensan que no es perfecto y que es «políticamente correcto».

## Evolución de la sigla
Antes de la revolución sexual de los años 1960, la cultura occidental no tenía ninguna palabra sin connotación peyorativa para definir a las personas que no se ajustaran a los rígidos cánones de género y comportamiento sexual. Otras culturas, a veces convivientes con la cultura occidental, habían desarrollado sin embargo conceptos no despectivos, como sucede con los conceptos «dos espíritus» o «muxe», de las culturas indígenas americanas. Lo más parecido era «tercer sexo», que provenía de la sexología de los años 1860 y de algunos textos hinduistas, pero nunca alcanzó un uso generalizado.
A partir de la segunda mitad del siglo XIX aparecen en Occidente términos médicos como «homosexual» y «bisexual» y en la primera mitad del siglo XX aparece la palabra «lesbiana». Los prejuicios y persecuciones de la época hicieron que las personas y centros homosexuales recurrieran en esos países, a la palabra "amistad" o "amor" para referirse a las relaciones homosexuales, aunque la palabra "lesbiana" fue una de las primeras en ser utilizada sin connotaciones negativas, en la Alemania de la década de 1920, en el libro Berlins lesbische Frauen («Las mujeres lésbicas de Berlín») de Ruth Margarete Roellig, publicado en 1928, con el que popularizó a Berlín como centro de la cultura lésbica europea.
Siempre en Occidente, a comienzos de la década de 1950, revistas, organizaciones y clubes homosexuales, comienzan a utilizar frecuentemente la palabra homófilo (que tiene amor por una persona del mismo sexo), con el fin de destacar el amor existente en las relaciones homosexuales y postergar la significación puramente sexual que denotan los conceptos de homosexual y bisexual. La palabra homófilo y sus equivalentes idiomáticos, fue muy utilizada con un sentido positivo, en varios países europeos (Alemania, Bélgica, España, Francia, Holanda, Inglaterra, Suecia) y los Estados Unidos, en los años cincuenta, sesenta y setenta. El término luego dejaría de ser utilizado por los colectivos LGBT, siendo reemplazado por "gay" y "homosexual".
Por entonces la palabra gay comenzó a ser cada vez más usada en Estados Unidos para autoidentificarse, mientras que en los países de habla hispana las primeras organizaciones surgidas a comienzos de la década de 1970, utilizaron la palabra "homosexual" y "lesbiana" para definirse. La agrupación de varones homosexuales y lesbianas, en un conjunto mayor, no fue del agrado de toda la comunidad lésbica. La organización estadounidense Daughters of Bilitis se fracturó en 1970 por tensiones internas debidas a la dirección en la que debían centrarse: el feminismo o los derechos homosexuales. Algo similar sucedió en Argentina, que aunque dentro del Frente de Liberación Homosexual actuó un grupo lésbico, el mismo quedó relativamente marginado y la mayor parte del movimiento lésbico actuó dentro de las organizaciones feministas. Las feministas lésbicas tomaron como prioridad la igualdad de género, percibiendo como patriarcales las diferencias de roles entre hombres y mujeres o lo butch y femme. Evitaban los roles de género que habían sido dominantes en los bares para lesbianas y se apartaron de los varones homosexuales, que percibían como chovinistas; muchas de ellas rehusaron trabajar con los hombres gais o luchar por sus causas. En cambio, las lesbianas que tenían una visión más esencialista, que opinaban que habían nacido homosexuales y que empleaban el término «lesbiana» hasta entonces descriptivo para definir a las de su orientación sexual, generalmente consideraban que las opiniones separatistas y coléricas de las feministas lésbicas eran perjudiciales para la causa de los derechos de los homosexuales.
Las identidades trans, que tuvieron su temprana definición en las nociones de «travestis», «butchs» (machonas) y «drag queens», estuvieron inicialmente incluidas en la denominación genérica de homosexuales. Los disturbios de Stonewall de 1969, ubicado en los primeros momentos del movimiento LGBT, evidencian poca diferenciación entre las distintas identidades. Pero desde mediados de la década de 1970 comenzaron a ganar autonomía con la aparición del término transgender en inglés, o transgénero en español. Entre finales de la década de 1970 y principios de la de 1980, hubo un cambio de percepción, algunos gais y lesbianas se volvieron menos tolerantes con las personas bisexuales o transexuales. Muchos creían que los transexuales actuaban según los estereotipos de género y que los bisexuales eran sólo homosexuales que tenían miedo de salir del armario y asumir su identidad. En la década de 1990 comienza a utilizarse en Argentina la palabra «trans», difundiéndose a toda América Latina a través de REDLACTRANS. Dentro de dicha identidad genérica, se incluyen varias identidades, reconocidas como «travestis», «transexuales» y «transgénero» femeninas y masculinos.
Los cuatro grupos que conforman el término LGBT tuvieron dificultades a la hora de desarrollar su propia identidad y sus relaciones con los otros miembros del grupo colectivo, en ocasiones excluyéndolos. Estas dificultades siguen vigentes hoy día.
En los años noventa los cuatro colectivos comenzaron a percibirse como componentes de un mismo movimiento, en igualdad valorativa, pero respetuoso de la autonomía y especificidad de cada uno. Aunque en el seno de la comunidad LGBT se han visto ciertas polémicas sobre la aceptación universal de los distintos grupos de miembros (las personas transexuales, en particular, han sido en ocasiones marginadas por el grueso de la comunidad LGBT), el término LGBT ha sido un símbolo positivo de la voluntad inclusiva.
A pesar de que las siglas «LGBT» no contienen las iniciales de varias comunidades con orientaciones sexuales o identidades de género diversas, generalmente se acepta que el término incluye a aquellos no identificados por las cuatro letras. En general, el uso del término LGBT ha ayudado, con el paso del tiempo, a integrar a individuos que de otra forma habrían sido marginados en la comunidad global.

## Variaciones del término

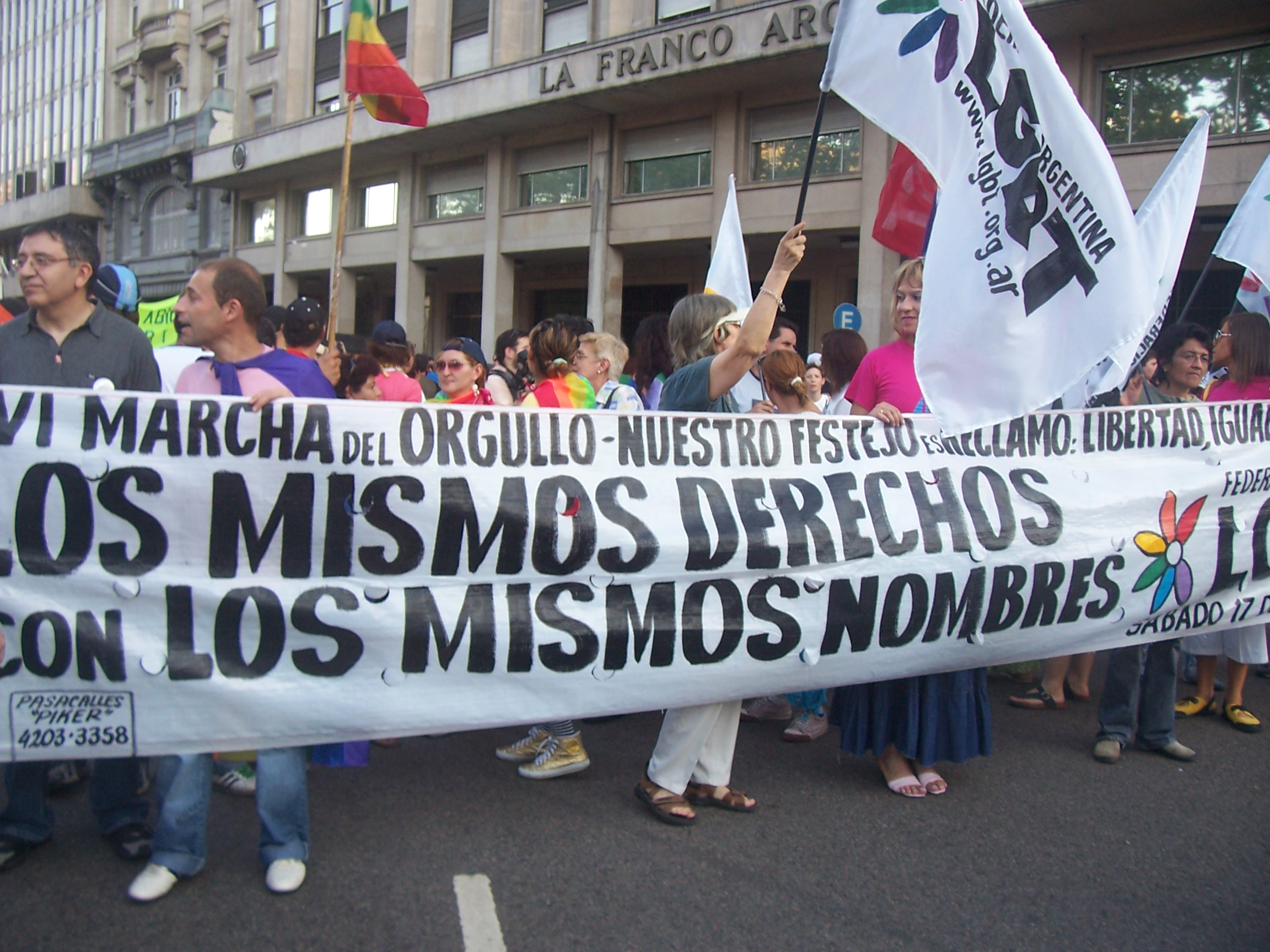
Marcha en 2007 en Buenos Aires. En el cuadro superior derecho se aprecia el término «LGBT» también en uso en los países hispanohablantes.

Existen muchas variantes en las siglas, como el cambio de orden de las letras: LGTB o GLBT, que son las variantes más comunes del término, y las que más frecuentemente se observan en el uso actual.
Cuando no incluye a las personas transexuales se acorta a veces a LGB.
LGBT o GLBT pueden incluir adicionalmente una «Q» de queer o por aquellos que se están cuestionando su identidad sexual o de género (questioning en inglés, a veces representado además con el símbolo de interrogación; por ejemplo, «LGBTQ», «LGBTQQ» o «GLBTQ?»).
Otras variantes pueden añadir una letra «I», que corresponde a ‘intersexuales’, y una o dos «T» más, para diferenciar a ‘transexuales’, ‘transgéneros’ y ‘travestis’, una «A» para ‘asexuales’, ‘agénero’ o ‘arromántico’.
Algunos también añaden una «P», que corresponde a ‘pansexuales’ o ‘poliamorosos’ (o incluso ‘polisexuales’ y ‘plurisexuales’), y una «O» para ‘omnisexuales’ o para ‘otros’.
El orden de las letras no es estándar, además de las variaciones en las posiciones de las letras L y G en el primer lugar, las letras adicionales menos usadas ya mencionadas, de emplearse, pueden aparecer en casi cualquier orden.
Las variantes no representan generalmente las diferencias políticas dentro de la comunidad, sino que surgen sencillamente de las preferencias de los individuos y los grupos. Algunas personas entienden que los términos transexual e intersexual caen bajo el término global "transgénero", aunque muchos transexuales e intersexuales lo rechazan (ambos por razones distintas).
En 2019 La Comisión Organizadora de la XXVIII Marcha del Orgullo de Buenos Aires, decidieron dejar de utilizar la sigla LGBT y cualquier otra con mayor cantidad de letras, "porque dejaron de ser representativas. Cada día empiezan a visibilizarse nuevas identidades que rompen con las normas sobre la sexualidad”.

## Críticas al término
El término conjunto LGBT o GLBT no genera un consenso entre todos. Por ejemplo, algunos argumentan que los problemas y objetivos de las personas transgénero, transexuales y travestis no son las mismas que las de los homosexuales, las lesbianas y las personas bisexuales. Este argumento se centra en la idea de que las personas transgénero y la transexualidad tienen que ver con la identidad de género o con el hecho de sentirse hombre o mujer, no con la orientación sexual. En cambio, los temas de los LGB son percibidos como un asunto de orientación sexual o de atracción, no de identidad. Estas distinciones se han hecho dentro del contexto de la acción política, donde las metas de los LGB pueden ser percibidas como distintas a las metas de las personas transgénero e intersexuales (por ejemplo, legislación sobre matrimonio igualitario entre otros).
De forma similar, algunos intersexuales quieren ser incluidos en los grupos LGBT y prefieren el término "LGBTI" mientras otros insisten en que no son parte de la comunidad LGBT y desearían que no se les incluyera como parte del término.
La situación contraria se da en la corriente del «separatismo gay y lésbico» (que no debe ser confundido con el separatismo lésbico), que sostiene que las lesbianas y los varones gais forman (o deberían formar) una comunidad distintiva y separada de los otros grupos que normalmente se incluyen en la esfera LGBTQ. Aunque no tengan un número u organización suficientes para ser denominados un movimiento, los separatistas son un elemento activo, vocal y significativo en muchas partes de la comunidad LGBT. En ciertos casos, los separatistas niegan la existencia o el derecho a la igualdad de las orientaciones no monosexuales y de la transexualidad. Esto se puede extender hacia una bifobia y una transfobia públicas. Los separatistas tienen oponentes poderosos: según Peter Tatchell del grupo de derechos humanos OutRage!, separar el movimiento transgénero del LGB sería una «locura política».
Muchas personas han intentado encontrar un término genérico para reemplazar las numerosas abreviaciones existentes. Para ello se han intentado usar palabras como «queer» y «arcoíris», pero no se han adoptado de manera generalizada. «Queer» tiene muchas connotaciones negativas para las personas mayores, que recuerdan el uso de la palabra como un insulto y una provocación, aparte de que el uso negativo del término se sigue dando. Por otra parte, muchos jóvenes entienden que la palabra «queer» tiene más carga política que «LGBT». Por su parte, «arcoíris» tiene connotaciones que hacen recordar a los hippies, los movimientos New Age y organizaciones como la Coalición Rainbow/PUSH de Jesse Jackson en los Estados Unidos.
El término no ha sido adoptado por todos, al entender algunos que es demasiado políticamente correcto o que es un intento de categorizar grupos distintos de personas en una palabra que suponga una zona gris. Otra preocupación es que el término LGBT pueda implicar que las preocupaciones y prioridades de los principales grupos representados reciban igual consideración.
La representación de una «comunidad LGBT» o una «comunidad LGB» que lo englobe todo tampoco es apreciada por ciertas personas gais, lesbianas y transgénero, ni por los ontólogos. Algunos no suscriben o aprueban la campaña política y socialmente solidaria de derechos humanos, y la visibilidad que normalmente va con ella, incluyendo las marchas y eventos del orgullo gay. Creen que agruparse por orientaciones no heterosexuales perpetua el mito de que ser gay/lesbiana/bi hace a una persona deficientemente distinta de otras personas.
Estas personas frecuentemente son menos visibles comparadas a los activistas LGBT más conocidos. Como es complicado distinguir a esta facción de la mayoría heterosexual, es muy común que la gente suponga que todas las personas agrupadas en el colectivo LGBT apoyan la liberación LGBT y la visibilidad del colectivo en la sociedad.